# 上山市立宮生小学校
上山市立宮生小学校（かみのやましりつ みやおいしょうがっこう）は、山形県上山市下生居にあった公立小学校。

## 象徴
校章は宮の権化と鳩の権化をデザイン化し組み合わせたもの。宮の権化は郷土の守護神・八幡神社を意味し、宮生の頭文字を図案化、荘巌崇敬、郷土を中心とした精神教育を象徴。鳩の権化は、八幡神社を意味するとともに、宮生地区の地区是であるところの平和を目標とするもの。
校歌は大沢文蔵（当時在教職員）が原案作詞し、全職員によって討議のうえ昭和8年完成。昭和37年に斎藤次郎（山形大学教育学部教授）が伴奏作曲。

## 沿革
- 1874年（明治7年） - 宮脇小学校を設置（5月）、生居学校を設置（7月）
- 1876年（明治9年） - 宮脇金剛院所有地の建物を借用し校舎にあてる
- 1881年（明治14年） - 明新学校が解説され、金生村は明新学校に通学となる
- 1887年（明治20年） - 小学校令により、宮脇尋常小学校へ改称。生居学校は中生居尋常小学校へ改称。
- 1888年（明治21年） - 中生居尋常小学校を統合、中生居分教場を開設。
- 1892年（明治25年）10月1日 - 宮生尋常小学校に改称、創立の年として制定。なおこの年、金生村、宮脇村、下生居村、中生居村、上生居村が合併し、宮生村となる。
- 1893年（明治26年） - 宮脇109番地に新築移転、和風2階建て64坪。
- 1901年（明治34年） - 宮生尋常高等小学校へ改称、高等科が設置
- 1908年（明治41年） - 尋常科6年、高等科2年となる
- 1924年（大正13年）9月 - 新校舎落成、和風2階建て56坪。
- 1933年（昭和8年） - 校旗、校歌制定
- 1935年（昭和10年） - プール、土俵が設置される
- 1941年（昭和16年） - 宮生村国民学校へ改称
- 1947年（昭和22年）4月1日 - 新学制により宮生村立宮生小学校へ改称
- 1950年（昭和25年） - 泥部分校創設
- 1954年（昭和29年）10月1日 - 町村合併により上山市立宮生小学校となる
- 1956年（昭和31年）5月2日 - 新校舎落成
- 1958年（昭和33年） - 児童数462名とピークを記録
- 1961年（昭和36年） - 中生居分校を閉校
- 1963年（昭和38年） - 金生地区が上山小学校学区に変更される（新1年生より上山小に入学し、昭和43年に完全移行）
- 1972年（昭和47年） - 泥部分校休校（昭和63年に完全廃止）
- 1978年（昭和53年） - 新校舎竣工落成
- 1992年（平成4年） - 創立100周年記念。第二グラウンドに遊具を整備し、名称を「にじの広場」へ改名、百周年記念碑建立
- 2012年（平成24年）11月17日 - 閉校記念式典を実行
- 2013年（平成25年）3月31日 - 閉校。（宮生小学校および本庄小学校と統合し、東小学校を校舎として宮川小学校が開校）

## 学区
- 宮脇、下生居、中生居、上生居、泥部

## 進学先の中学校
公立中学校の場合。
- 上山市立宮川中学校（上山市牧野）